# Mandjelia macgregori
Mandjelia macgregori is een spinnensoort uit de familie Barychelidae. De soort komt voor in Queensland.